# Йокш, Зигфрид
Зи́гфрид Йокш (нем. Siegfried Joksch; 4 июля 1917, Зюсенбрунн — 29 апреля 2006, Вена) — австрийский футболист, играл на позиции полузащитника. Известен по выступлениям в составе клубов «Адмира» и «Аустрия», а также национальной сборной Австрии. Четырёхкратный чемпион Австрии, двукратный обладатель кубка Австрии.

## Клубная карьера
В составе клуба «Адмира» (Вена) играл с юношеского возраста. В основном составе дебютировал в сезоне 1935—1936 годов. В первом же сезоне стал чемпионом Австрии, сыграв 5 матчей в чемпионате и один в кубке. Клуб опередил ближайшего преследователя Виеннау на 5 очков. Играл с командой в кубке Митропы 1936 года, где клуб неожиданно проиграл двух матчевую борьбу чешскому клубу «Простеёв». В первом матче дома «Адмира» сенсационно проиграла 0:4. В ответной игре венцы вели 2:0 и 3:1, но в итоге сыграли 3:2, завершив игру вшестером. Венгерский арбитр Гертца удалил в первом тайме одного игрока «Простеёова», а во втором сразу пятерых австрийцев.
В 1937 году во второй раз стал чемпионом Австрии. Борьба с «Аустрией» шла до конца чемпионата. На свою последнюю игру с «Рапидом» «Адмира» вышла с отставанием в 1 очко от конкурента, который уже сыграл все матчи. Ничейный счет 3:3 принес «Адмире» чемпионство по дополнительным показателям. «Аустрия» же взяла реванш в кубке, где победила «Адмиру» в четвертьфинале и впоследствии завоевала трофей. Йокш сыграл в 21 матче чемпионата и в 3 матчах кубка.
В кубке Митропы 1937 года Йокш сыграл в трех матчах первого раунда со «Спартой» (1:1, 2:2 и 2:0 в переигровке). В четвертьфинальных матчах его уже не было, так как он покинул команду.
С сезона 1937/38 годов присоединился к составу клуба «Аустрия» (Вена). В первом сезоне занял третье место в чемпионате, сыграв 13 матчей. После Аншлюса и в годы Второй мировой войны продолжал играть за «Аустрию».
В 1946 году «Аустрия» стала второй в чемпионате. В 1947 году клуб дошел до финала кубка страны, где уступил 3:4 «Ваккеру». В 1948 и 1949 годах «Аустрия» с Йокшем в составе побеждала в кубке Австрии, а в 1949 и 1950 годах одерживала победы в национальном чемпионате.
Сезоны 1953-55 провел в швейцарском клубе «Цюрих». Завершал карьеру в скромных австрийских клубах «Ортманн» и «Леопольдштадт».

## Выступления за сборную
В 1937 году сыграл один матч в составе сборной Австрии-Б. Австрийская команда уступила в гостях сборной Италии-Б со счетом 2:3.
В составе сборной Австрии дебютировал в декабре 1945 года в поединке со сборной Франции (4:1). В 1948 году играл в составе команды на Олимпийских играх в Лондоне. Австрия выбыла в первом раунде от будущего победителя соревнований сборной Швеции (0:3). В период с 1945 по 1950 год сыграл 22 матча в национальной команде.

## Достижения
- Чемпион Австрии (4):

«Адмира»: 1936, 1937
«Аустрия»: 1949, 1950
- Обладатель кубка Австрии (2):

«Аустрия»: 1948, 1949